# Cyrtodactylus louisiadensis
Cyrtodactylus louisiadensis este o specie de șopârle din genul Cyrtodactylus, familia Gekkonidae, ordinul Squamata, descrisă de De Vis în anul 1892. Conform Catalogue of Life specia Cyrtodactylus louisiadensis nu are subspecii cunoscute.